# M1 Music Awards 2015
M1 Music Awards. Big Bang. Початок —  перша урочиста церемонія нагородження лауреатів премії, що відбулася 26 листопада 2015  у київському Палаці Спорту. 
Режисером-постановником номерів став Олег Боднарчук. 

## Виступи на церемонії
| Виконавець          | Пісня          |
| ------------------- | -------------- |
| Quest Pistols Show  | Пришелец       |
| Loboda              | Ангелок        |
| Наталія Могилевська | Худеть         |
| Макс Барських       | Хочу танцевать |
| Еріка               |                |
| Оля Полякова        |                |
| Mozgi               |                |
| Время и стекло      | Имя 505        |
| Ірина Білик         |                |
| Тіни Кароль         |                |
| MONATIK             |                |
| Caffeine            |                |
| DZIDZIO             |                |
| Jamala              | Шлях додому    |
| Іван Дорна          |                |
| NikitA              | Вдыхай         |

## Головні премії

### Краща співачка
- Тіна Кароль
- LOBODA
- Ольга Полякова

### Кращий співак
- Віталій Козловський
- Іван Дорн
- Макс Барських

### Кращий гурт
- Время и Стекло
- НеАнгели
- Потап і Настя

### Альтернатива
- Іван Дорн
- ONUKA
- Jamala

### Хіт року
- Время и Стекло Имя 505
- Віра Брежнєва Мамочка
- Потап і Настя Бумдиггибай

### Кращий відеокліп
- Время и Стекло Имя 505
- Потап і Настя Бумдиггибай
- LOBODA Пора домой

### Проект року
- MOZGI
- Потап і Настя / Бьянка
- Quest Pistols Show

### Прорив року
- MONATIK
- Регіна Тодоренко
- MONTANA

### Золотий Грамофон
- Потап і Настя Бумдиггибай
- LOBODA Пора домой
- Океан Ельзи На небі

### Спеціальна премія порталу M1.TV
- DZIDZIO Сусіди
- Іра Левицька Вова танцует
- Тіна Кароль та Голос. Діти Україна — це ти

### Спільний проект М1 і KissFM “Dance Parade”
- Omnia feat. Tilde For the First Time
- Stage Rockers I'm Waiting
- Buy One Get One Free та DJ Lutique Not in Love

### За внесок у розвиток національної індустрії
- Андрій Кузьменко (посмертно); нагороду прйняли музиканти гурту «Скрябін»

## Професійні відзнаки
13 листопада 2015 відбулася передвечірка M1 Music Awards 2016. На події були відзначені найкращі професіонали в галузі шоу-бізнесу, які отримали перші статуетки премії:
- "Менеджмент артиста" – Нателла Крапівіна (продюсер LOBODA)
- "Кліпмейкер року" – Алан Бадоєв
- "Оператор-постановник" – Олена Чеховська
- "Post-production" – Tilt Prodaction
- "Sound Producer" – Monatik Chilibi Sound
- "Хореографія" – Денис Стульніков: Quest Pistols Show і MONATIK "Мокрая"
- "Кращий монтаж" – MOZGI Production (за кліп гурту "Время и Стекло" – "Имя 505")
- "Промокампанія" – Наталя Могилевська: "Худеть"
- "Кращий тур" – Тіна Кароль: "Я все еще люблю"
- "Продюсер року" – Олексій Потапенко
- "Стиліст року" – Соня Солтес (за роботу над образами Макса Барських у кліпі "Хочу танцевать")